# Омуралієв Есенгул Касимович
Есенгул Касимович Омуралієв (14 вересня 1950 — 22 лютого, 2018) — киргизький дипломат. Надзвичайний і Повноважний Посол Киргизстану в Україні.

## Біографія
Народився 14 вересня 1950 року в с. Тон Тонського району Іссик-Кульської області Киргизької РСР. У 1973 закінчив Політехнічний інститут м.Бішкек. Академію народного господарства при Раді Міністрів СРСР(1990), інженер-електромеханік. Академік Інженерної Академії, Член-кореспондент Міжнародної Інженерної Академії.
З 1967 до 1973 — Студент політехнічного інституту м. Фрунзе.
З 1973 до 1976 — Молодший науковий співробітник, Старший інженер НДІ електромеханіки, м. Фрунзе.
З 1976 до 1982 — Начальник КБ, Головний конструктор, Заступник Головного інженера, Заступник Генерального директора Іссик-Кульського ПО електротехнічних приладів.
З 1982 до 1985 — Директор Пржевальського електротехнічного заводу.
З 1985 до 1990 — Генеральний директор Іссик-Кульського ПО електротехнічних приладів.
З 1990 до 1991 — Слухач Академії народного господарства, м. Москва.
З 1991 до 1992 — Міністр промисловості Киргизької Республіки.
З 1992 до 1994 — Голова Фонду Держмайна, Віце-прем'єр-міністр Киргизької Республіки.
З 1994 до 1995 — Перший заступник голови державного комітету з економіки Киргизької Республіки.
З 1995 до 1997 — Перший заступник міністра економіки, Директор Антимонопольного комітету Киргизької Республіки.
З 1997 — Генеральний директор Державного департаменту по антимонопольній політиці Міністерства фінансів Киргизької Республіки
З 1997 до 1998 — Надзвичайний і Повноважний Посол Киргизької Республіки в Республіці Білорусь, Повноважний Представник Киргизької Республіки при Статутних органах СНД.
З 1998 до 1999 — Міністр зовнішньої торгівлі і промисловості Киргизької Республіки
З 1999 до 2000 — Віце-прем'єр-міністр Киргизької Республіки, Міністр зовнішньої торгівлі і промисловості Киргизької Республіки
З 2001 до 2005 — Надзвичайний і Повноважний Посол Киргизької Республіки в Україні.
З 2005 до 2006 — Глава Іссик-Кульськой обласної державної адміністрації Киргизької Республіки.